# ヒルマン・ハスキー
ヒルマン・ハスキー（Hillman Husky）は、1954年から1970年までルーツ・グループ（後のクライスラー・ヨーロッパ）のヒルマン・ブランドで製造されていたエステートである。

## ヒルマン・ハスキー ("Mark 1")
1954年に導入された最初の（又は「マークI」）ヒルマン・ハスキーは、同時期の「マーク VIII」ヒルマン・ミンクス（Hillman Minx）を基にした小型のエステートであった。2ドアのハスキーは、230 mm長いホイールベースを持つ既存のミンクスのエステート版と共にモデルに追加された。ハスキーの後部ドアは上開きのハッチドアの代わりに横開きの1枚ドアであった。新型のマーク VIII ミンクスのデラックス・サルーン、コンバーチブルと「カリフォルニアン」ハードトップは新しいOHV1,390ccエンジンを搭載していたが、ハスキーはミンクス「スペシャル」サルーンとエステートと共通のゼニス製シングル・キャブレター付の古い1,265cc 35hp(26kW)エンジンを搭載していた。コラムシフトのミンクスと違い、ハスキーの変速レバーはフロアシフトであった。
前席は左右独立式であったが後席は搭載量を増やせるように折り畳み式のベンチシートであり、内装材は人工皮革製であった。ヒーターとラジオを両方共にオプション品で、ボディ色は青、灰、緑、砂色(1954年の塗色)が選択できた。
ハスキーはコマー・コブ（Commer Cob）に多少変更を加えたバッジエンジニアリング車であり、基本的には同じ車であったがコブはパネルバンにするために後部側面ガラスを取り去っていた。
1958年（「親」モデルのミンクスがモデルチェンジされてから1年後）にモデルチェンジされるまでこの型のハスキーは4万2,000台が販売された。
15万9,960台が生産された。
ザ・モーター誌（The Motor ）が1954年にハスキーをテストし、最高速度105km/h、0 - 80km/hの加速に24.3秒、燃料消費率 8.46L/100kmを記録した。テスト車両は税込みで564UKポンドであった。

## "オーダックス シリーズ" ヒルマン・ハスキー

### シリーズ I
1958年に新型の「シリーズ I」ハスキーが発売された。前モデルと同じ形式を踏襲していたが、基本は新型の「オーダックス」（"Audax"）又は「シリーズ」（"Series"）ヒルマン・ミンクスとなっていた。今度のエンジンは新型ミンクスのOHC 1,390ccエンジンであったが出力は51 bhpに下げられていた。前モデルと同様に4ドアの「ミンクス エステート」もあったが、ハスキーは2ドア（と横開きの後部ドア）でホイールベースは200 mm短かった。しかし、全長は前モデルよりも51 mm長かった。
前モデルと同様にコマーは同じ車のパネルバン版をコマー・コブ（Commer Cob）として販売した。

### シリーズ II
1960年に4速変速機、多少低くなった屋根、深いガラスと変更された座席を備えた「シリーズ II」ハスキーが登場した。このエンジンの圧縮比は8:1に上げられ、キャブレターがゼニス30 VIG型に変更された。
1960年にザ・モーター誌で行われたテストではハスキーは最高速度118.1 km/h、0 - 97 km/hの加速に26.9秒、燃料消費率 9.17 L/100 kmを記録した。テスト車両は税込みで674 UKポンドであった。

### シリーズ III
「オーダックス」ヒルマン・ハスキーの最終型の「シリーズIII」が1963年に全てのミンクス・シリーズ（とそのバッジエンジニアリング版）がフェイスリフトを受けると共に登場した。フェイスリフトはハスキーにも施されたが、サルーンではホイールが15インチから13インチに小径化される一方でハスキーでは最低地上高を確保するために従前通りであった。これに加えて同時期のシリーズVのミンクスは前輪にディスクブレーキを与えられたが、ハスキーは4輪ドラムブレーキのままであった。ほとんどの市場では1,390ccエンジンが使用され続けたが、米国市場向けには同時期のシリーズVのミンクスの1,592ccエンジンが搭載された。
1964年からハスキーにはオールシンクロメッシュ変速機が与えられ、クラッチとサスペンションが変更された。シリーズIIIの生産は1965年に終了した。

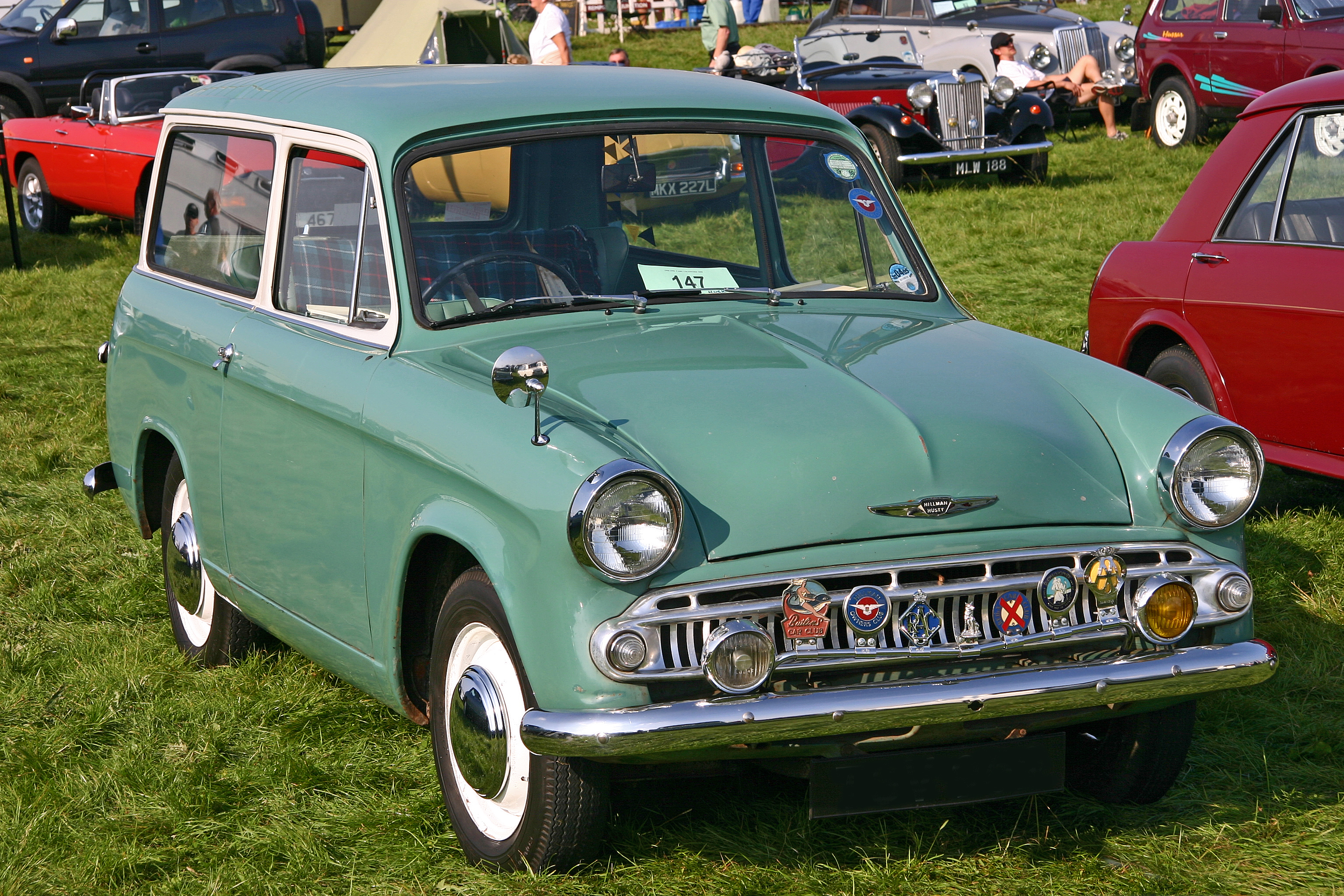
ヒルマン・ハスキー シリーズ II
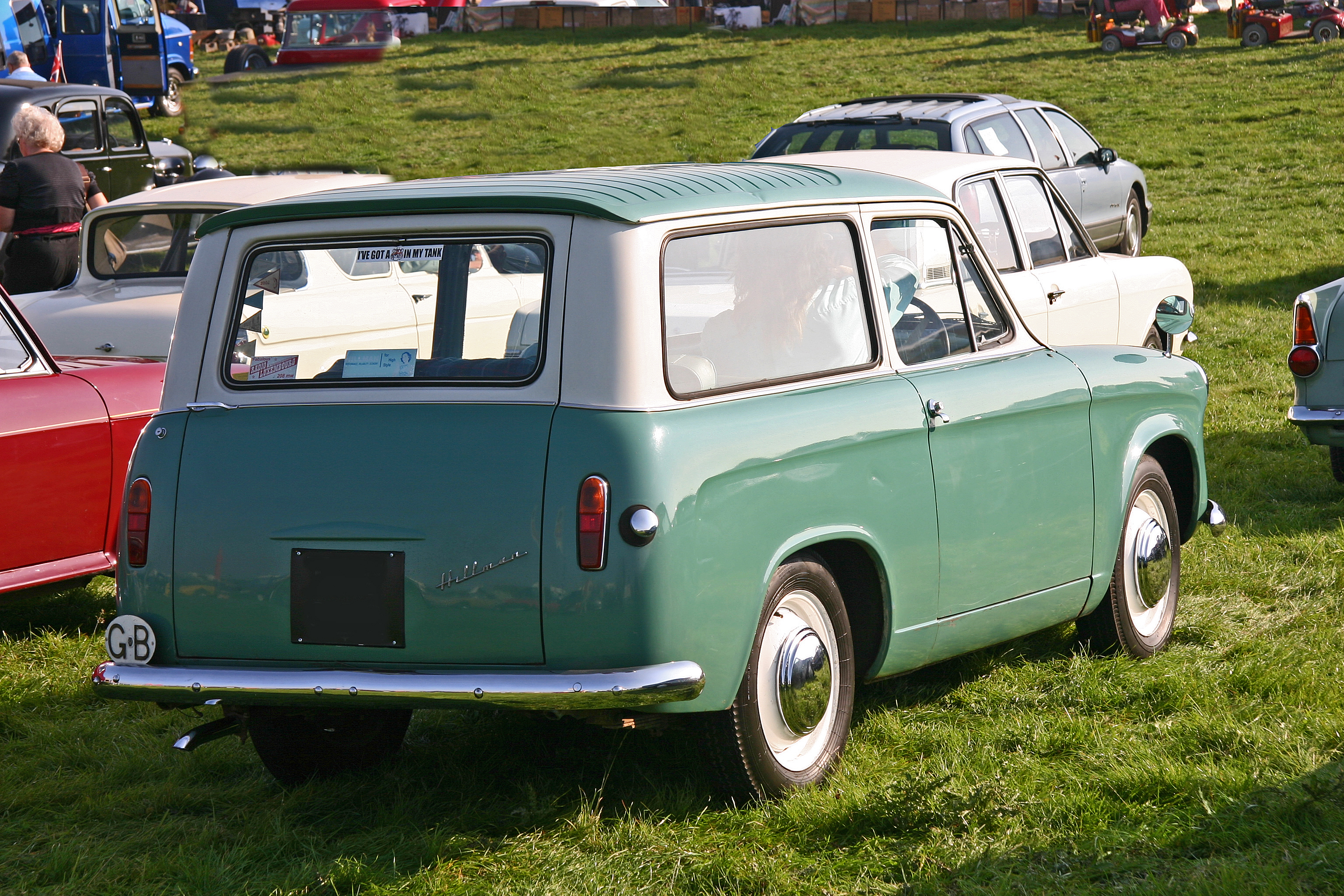
ヒルマン・ハスキー シリーズ II
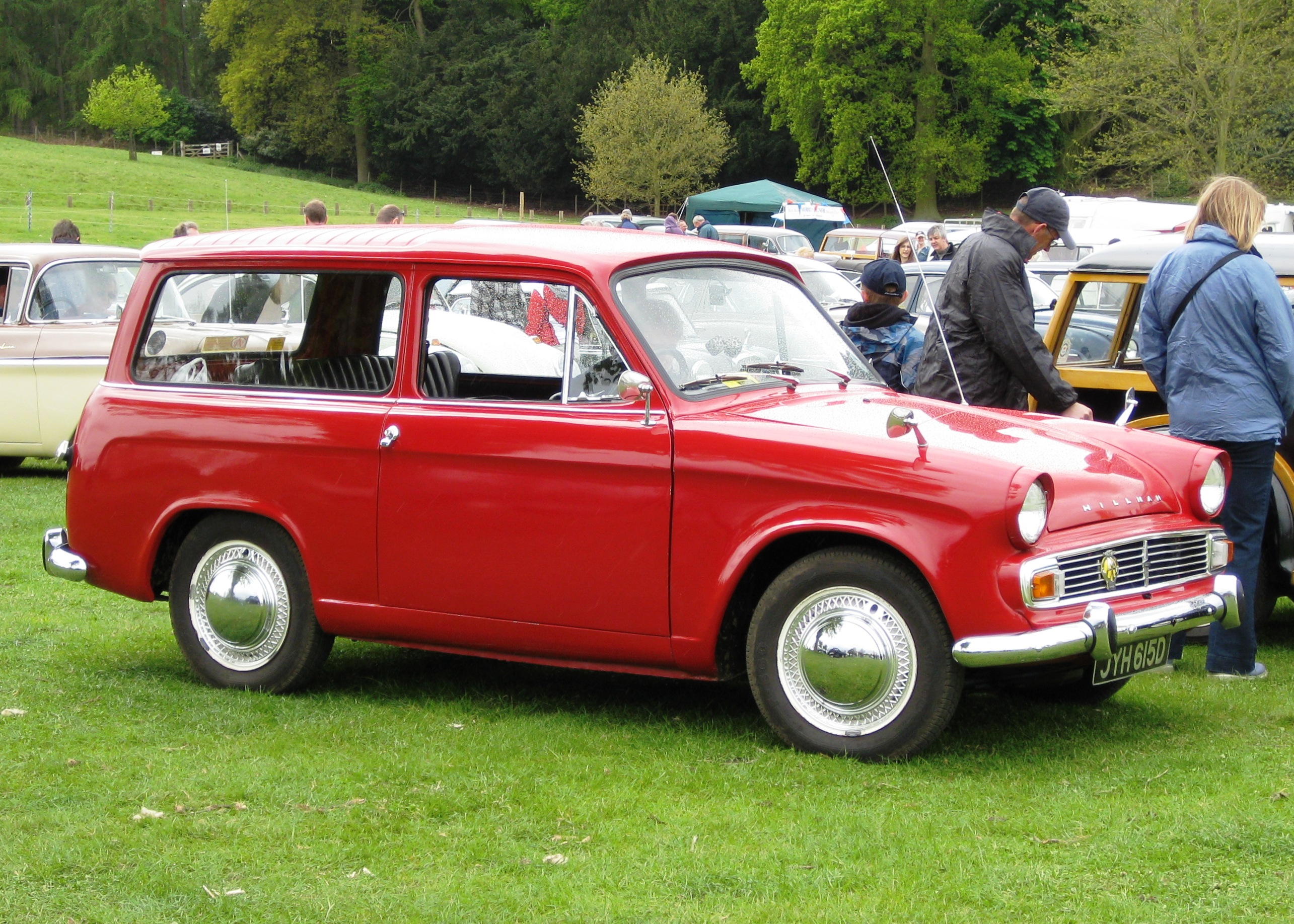
ヒルマン・ハスキー シリーズ III

## ヒルマン・インプ バンの派生モデル
1967年4月、ハスキーはヒルマン・インプを基にした新型として復活した。インプと同じ875 cc SOHCエンジンを車体後部に搭載しており、インプよりも多少高性能であった。このエンジンはボンド・875（Bond 875）にも使用された。
初期のバン・モデルと同様に「インプ・エステート」は2ドア版を基にしており、エンジン収納部の上に大きな荷室を確保できるように屋根が100 mm嵩上げされたことで角ばった外観となっていた。通常とは異なる平たい屋根は補強リブで、車室の内側は「発泡性合成防音材」で補強されていた。このハスキーから派生したコマー・ブランドのパネルバンと比較すると、ハスキーのボディの方は後部窓の開口部に余分の補強が施されていた。
荷室床面の高さから開く上部ヒンジの跳ね上げ式後部扉により身を屈めることなく荷物の積み降ろしが容易に行え、後部側面の引き窓は換気と後部ベンチシートからの視界に役立っていた。後部座席の背もたれは前方へ折り畳むことで表面にゴム製のリブ付きの前後方向へ長い有用な1.4 m3の積載スペースを作り出すことができた。積載重量を増加させるためにハスキーはヒルマンの車の中で初めてラジアルタイヤ（radial-ply tyres）を履いた車となった。また、後輪サスペンションが強化されると共に後輪のショックアブソーバーとばねも格上げされた。これらの影響でハスキーは標準仕様のインプよりもスポーティな操縦性を持つこととなり、この背が高い車がほとんどロールもせずに曲折路を曲がる姿は驚きの目で見られた。
コマーは再び低圧縮比型エンジンを搭載したハスキーと同じ車の商用車版を1965年から販売した。
ルーツの新しいオーナーとなったクライスラー・ヨーロッパ（Chrysler Europe）は製品群に大幅な合理化を実施し、ハスキーは1970年に生産停止となった。